# Afri-Cola
La Afri-Cola es un refresco de cola producido en Alemania.
La marca registrada Afri-Cola fue registrada en 1931 por F. Blumhoffer Nachfolger GmbH. Hoy la marca pertenece a la Mineralbrunnen Überkingen-Teinach AG.
En la dura competencia de los años 60, la Afri-Cola perdió su influencia en el mercado alemán. El diseñador y fotógrafo comercial Charles Wilp comenzó una campaña de marketing para recuperar su imagen. El lema, todavía famoso, es "Todo está en Afri-Cola...". No obstante, la campaña tuvo poco éxito. La misma compañía también produjo Bluna, un refresco de naranja.
Hoy los derechos de Afri-Cola y Bluna pertenecen a Mineralbrunnen Überkingen-Teinach AG. Esta compañía intenta
utilizar la tendencia retro para volver a integrar estos productos en el mercado alemán. Sin embargo, el sabor de las nuevas bebidas es diferente al de las originales.
El contenido en cafeína llegó a ser de 250 mg/l, un valor inusualmente alto. Ahora tiene un contenido por debajo de 150 mg/l, por lo que el contenido no necesita ser indicado en la botella.